# 컬럼비아 힐스

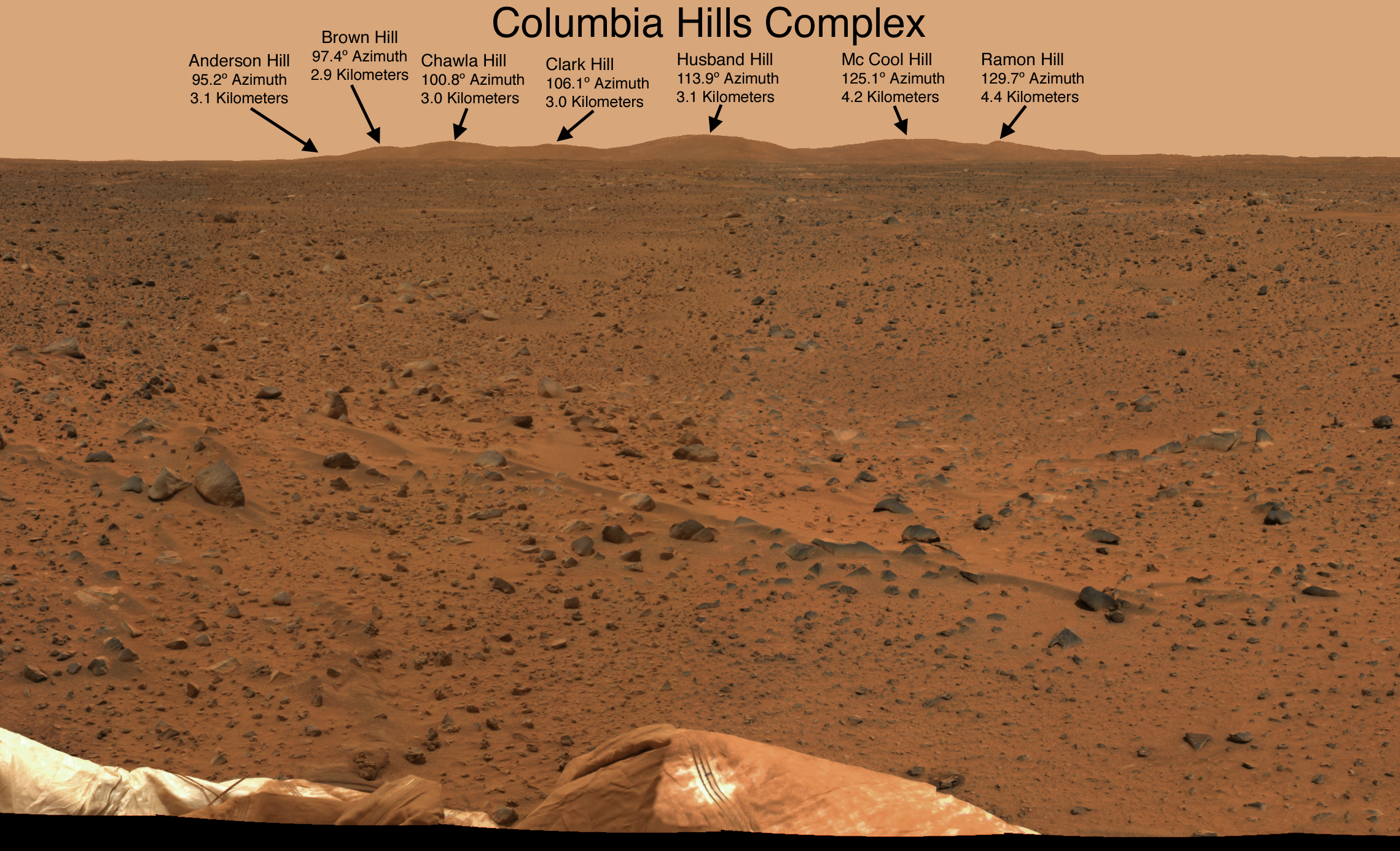
컬럼비아 힐스

컬럼비아 힐스(Columbia Hills)는 화성 구세프 분화구내에 위치한 구릉이다. 2004년, 스피릿 로버가 분화구 내부를 조사할 때 발견되었다. 이름은 2003년 2월 1일 컬럼비아 우주왕복선 공중분해 사고의 추모의 뜻을 담아 명명되고 구릉의 각각의 정상은 7명의 승무원의 이름을 따서 붙여졌다.
7개의 언덕 (남북)
- 앤더슨 언덕 - 마이클 앤더슨에 기인
- 브라운 언덕 - 데이비드 브라운에 기인
- 차울라 언덕 - 칼파나 차울라에 기인
- 클라크 언덕 - 로럴 클라크에 기인
- 허즈번드 언덕 - 릭 허즈번드에 기인
- 매쿨 언덕 - 윌리엄 매쿨에 기인
- 라몬 언덕 - 일란 라몬에 기인